# Narayan Das
Narayan Das (Jharkhand, 25 september 1993) is een Indiaas voetballer die bij voorkeur als verdediger speelt. Sinds 2013 speelt hij voor Dempo SC, dat hem in het najaar van 2014 verhuurde aan FC Goa.

## Interlandcarrière
Op 19 november 2013 maakte Das zijn debuut India in de vriendschappelijke wedstrijd tegen Nepal.
| Interlands van Narayan Das voor India | Interlands van Narayan Das voor India | Interlands van Narayan Das voor India | Interlands van Narayan Das voor India | Interlands van Narayan Das voor India | Interlands van Narayan Das voor India |
| №                                     | Datum                                 | Wedstrijd                             | Uitslag                               | Soort wedstrijd                       | Doelpunten                            |
| Als speler bij Dempo SC               | Als speler bij Dempo SC               | Als speler bij Dempo SC               | Als speler bij Dempo SC               | Als speler bij Dempo SC               | Als speler bij Dempo SC               |
| ------------------------------------- | ------------------------------------- | ------------------------------------- | ------------------------------------- | ------------------------------------- | ------------------------------------- |
| 1.                                    | 19 november 2013                      | India – Nepal                         | 2 – 0                                 | Vriendschappelijk                     | 0                                     |
| 2.                                    | 5 maart 2014                          | India – Bangladesh                    | 2 – 2                                 | Vriendschappelijk                     | 0                                     |
| 3.                                    | 31 augustus 2015                      | India – Nepal                         | 0 – 0                                 | Vriendschappelijk                     | 0                                     |
| 4.                                    | 8 september 2015                      | India – Iran                          | 0 – 3                                 | Kwalificatie WK 2018                  | 0                                     |
| 5.                                    | 8 oktober 2015                        | Turkmenistan – India                  | 2 – 1                                 | Kwalificatie WK 2018                  | 0                                     |
| 6.                                    | 13 oktober 2015                       | Oman – India                          | 3 – 0                                 | Kwalificatie WK 2018                  | 0                                     |
| 7.                                    | 12 november 2015                      | India – Guam                          | 1 – 0                                 | Kwalificatie WK 2018                  | 0                                     |